# Nick de Groot
Nick de Groot (Zeeland 20 augustus 2001) is een Nederlandse voetballer die als verdediger speelt voor FC Den Bosch.

## Carrière
De Groot genoot bijna zijn gehele jeugdopleiding bij FC Den Bosch. Alleen in het seizoen 2016/17 kwam hij uit voor OJC Rosmalen. Nadat hij in de zomer van 2017 terugkeerde bij FC Den Bosch speelde hij aldaar nog enkele jaren in de jeugd. Vanaf het seizoen 2021/22 behoort hij tot de selectie van het eerste elftal. Op zaterdag 8 januari 2022 maakte hij als linksback zijn debuut in de thuiswedstrijd tegen FC Emmen (0-2). De Groot verving in de zesenzeventigste minuut Rik Mulders.
Op donderdag 17 februari 2022 tekende De Groot zijn eerste contract. Tot medio 2024. Zijn contract werd op 30 november 2023 opnieuw verlengd. Toen tot de zomer van 2027. In de tussentijd had De Groot, op 12 mei 2923, zijn eerste goal gemaakt voor FC Den Bosch. In het thuisduel met Almere City FC zette hij na drieënzestig minuten de uiteindelijk eindstand op het bord, 2-2. 
In het seizoen 2024-2025 scoorde de verdediger twee wedstrijden achter elkaar. Op 18 oktober maakte hij op aangeven van Vieri Kotzebue, in de achtenzeventigste minuut, de 2-1 in het thuisduel met Vitesse (4-2). Vier dagen later was het Rik Mulders die de assist gaf bij de 1-2 in de vijfendertigste minuut uit bij FC Volendam (3-2). In de met 1-1 gelijk gespeelde thuiswedstrijd (1-1) tegen Roda JC Kerkrade, op 2 november, startte De Groot voor het eerst als aanvoerder. Ook op 31 maart 2025, in de met 2-4 gewonnen wedstrijd uit tegen Jong PSV droeg hij de aanvoerdersband. De linksback scoorde de 0-2 en 1-4 en bereidde de 1-3 van Ilias Boumassaoudi voor. 
1 Bakker ·
3 Maas ·
4 Van Grunsven ·
5 De Groot ·
6 Felida ·
7 Sillé ·
8 Monzialo ·
9 Karlsson Grach ·
10 Van Leeuwen ·
11 Verbeek  ·
15 De Vries ·
17 Semedo ·
18 Van Hedel ·
19 Kuijpers ·
20 Acheffay ·
21 Kotzebue ·
22 Fortes ·
23 Bakaľa ·
26 El Bakkali ·
27 Akmum ·
31 Bijlsma ·
33 Laros ·
36 Van de Merbel ·
40 Boumassaoudi ·
47 Barglan ·
48 Elum ·
Coach: Landvreugd
· Assistent-trainer: Van Overbeek
· Assistent-trainer: Mesaoudi
· Keeperstrainer: De Wit